# Narecho anceps
Narecho anceps är en insektsart som beskrevs av Naudé 1926. Narecho anceps ingår i släktet Narecho och familjen dvärgstritar. Inga underarter finns listade i Catalogue of Life.